# Graziella Sciutti
Graziella Sciutti (Torino, 17 aprile 1927 – Ginevra, 9 aprile 2001) è stata un soprano italiano.

## Biografia
Studiò con Rachele Maragliano Mori al Conservatorio Santa Cecilia a Roma e debuttò nel novembre 1950 come sig.ra Guidotti nella prima assoluta di I due timidi di Nino Rota diretta da Franco Ferrara con Mario Carlin per la radio RAI.
Nel 1951 a Aix-en-Provence è Elisetta ne Il matrimonio segreto di Cimarosa e canta in The Telephone, or L'Amour à trois di Gian Carlo Menotti e al Teatro La Fenice di Venezia Narcisa ne La Clementina di Luigi Boccherini diretta da Issay Dobrowen con Elena Rizzieri.
Nel 1952 è Servilia ne La clemenza di Tito diretta da Fernando Previtali con Suzanne Danco ed Agostino Lazzari e Gambogi nella prima assoluta di Lord Inferno di Giorgio Federico Ghedini con Tito Gobbi per la radio RAI e la protagonista in Mozart di Reynaldo Hahn al Théâtre Marigny di Parigi.
Nel 1953 è Lauretta in Giannina e Bernardone con Sena Jurinac, Sesto Bruscantini e Carlin per la radio RAI. Nel 1954 al Grand Théâtre de Monte Carlo è Lucy Brown in L'Opéra de quat'sous (Die Dreigroschenoper) diretta da Paul Paray.
Nel 1955 debutta al Teatro alla Scala di Milano come Frasquita nella prima di Carmen di Bizet diretta da Herbert von Karajan con Giuseppe Di Stefano, Giulietta Simionato e Rosanna Carteri, seguita da Papagena nella prima di Il flauto magico diretta da von Karajan con Nicola Zaccaria, Nicolai Gedda, Elisabeth Schwarzkopf, Giuseppe Taddei e Renato Capecchi e Carolina nella prima di Il matrimonio segreto diretta da Nino Sanzogno con Eugenia Ratti, la Simionato, Franco Calabrese e Luigi Alva per l'inaugurazione della Piccola Scala ed Teatro dell'Opera di Roma Clorinda ne La Cenerentola diretta da Vittorio Gui con la Simionato e Bruscantini.
Dopo alcune esibizioni alla radio, si specializzò in ruoli leggeri e brillanti di opere del Settecento e primo Ottocento, comparendo nel Don Chisciotte di Paisiello, Così fan tutte di Mozart, Barbiere di Siviglia di Rossini. Si esibì inoltre in opere contemporanee, come Il quaderno di Francine di Wladimir Vogel (1952), Les caprices de Marianne di Henri Sauguet diretta da Louis de Froment (Aix-en-Provence, 1954, prima rappresentazione), La donna è mobile di Riccardo Malipiero (1957). In seguito apparve  anche al Covent Garden di Londra, a Salisburgo, Vienna, San Francisco e in altre città.
Fu famosa per le interpretazioni di personaggi mozartiani di servetta come Susanna e Despina, e forse ancor più per il ruolo di Zerlina, sostenuto nel 1959 in una registrazione discografica tra le più celebri e autorevoli del teatro d'opera : il Don Giovanni diretto da Carlo Maria Giulini, con Joan Sutherland, Elisabeth Schwarzkopf e Giuseppe Taddei.
Nel 1961 è Anna Glavari nella Vedova allegra diretta da Vito Molinari nell'edizione televisiva Rai e nel 1962 gira in versione telefilm l'opera buffa in un atto La scala di seta di Gioachino Rossini, interpretando il ruolo di Giulia: la colonna sonora viene pubblicata su disco dalla RCA Victor dapprima in Italia e poi nel mondo.
Anche se alcuni trovavano la sua voce a volte sottile, fu molto ricercata per la tecnica vocale e le capacità di recitazione, che le permettevano di esprimere l'innocenza, l'allegria vivace e un po' fastidiosa e la civetteria caratteristici dei molti deliziosi ruoli scritti per quel tipo di voce. Nel famoso duetto di seduzione Là ci darem la mano, dell'edizione del Don Giovanni già citata,  appare ingenuamente sensuale e musicalmente impeccabile.
Dopo il ritiro dalle scene si dedicò all'insegnamento e alla produzione. Fu docente al Royal College of Music di Londra e  produsse La voix humaine di Poulenc a Glyndebourne nel 1977, L'elisir d'amore di Donizetti al Covent Garden, Il flauto magico di Mozart a Coblenza nel 1985.

## Repertorio
| Ruolo                  | Titolo                            | Autore                     |
| ---------------------- | --------------------------------- | -------------------------- |
| Frasquita              | Carmen                            | Bizet                      |
| Marzelline             | Fidelio                           | Beethoven                  |
| Narcisa                | La Clementina                     | Boccherini                 |
| Glauce                 | Medea                             | Cherubini                  |
| Lauretta               | Giannina e Bernardone             | Cimarosa                   |
| Eugenia                | Il marito disperato               | Cimarosa                   |
| Carolina               | Il matrimonio segreto             | Cimarosa                   |
| Bellina                | Le astuzie femminili              | Cimarosa                   |
| Una voce               | Volo di notte                     | Dallapiccola               |
| Yniold                 | Pelléas et Mélisande              | Debussy                    |
| Adina                  | L'elisir d'amore                  | Donizetti                  |
| Rita                   | Rita                              | Donizetti                  |
| Norina                 | Don Pasquale                      | Donizetti                  |
| Gambogi                | Lord Inferno                      | Ghedini                    |
| Amore                  | Orfeo ed Euridice                 | Gluck                      |
| Angelica               | Orlando                           | Händel                     |
| Ginevra                | Ariodante                         | Händel                     |
| Morgana                | Alcina                            | Händel                     |
| Monica                 | The Medium                        | Menotti                    |
| Lucy                   | The Telephone, or L'Amour à trois | Menotti                    |
| Barbarina Susanna      | Le nozze di Figaro                | Mozart                     |
| Zerlina                | Don Giovanni                      | Mozart                     |
| Despina                | Così fan tutte                    | Mozart                     |
| Papagena               | Il flauto magico                  | Mozart                     |
| Servilia               | La clemenza di Tito               | Mozart                     |
| Rosina                 | Il barbiere di Siviglia           | Paisiello                  |
| Rachelina              | L'amor contrastato                | Paisiello                  |
| Livietta               | Livietta e Tracollo               | Pergolesi                  |
| Lauretta               | Il maestro di musica              | Pergolesi                  |
| Lisette                | La rondine                        | Puccini                    |
| Belinda                | Dido and Aeneas                   | Purcell                    |
| Annetta                | Crispino e la comare              | Federico Ricci Luigi Ricci |
| Giulia                 | La scala di seta                  | Rossini                    |
| Elvira                 | L'italiana in Algeri              | Rossini                    |
| Fiorilla               | Il turco in Italia                | Rossini                    |
| Rosina                 | Il barbiere di Siviglia           | Rossini                    |
| Clorinda               | La Cenerentola                    | Rossini                    |
| Jemmy                  | Guglielmo Tell                    | Rossini                    |
| Lucia                  | I due timidi                      | Rota                       |
| Ines                   | Il trovatore                      | Verdi                      |
| Oscar                  | Un ballo in maschera              | Verdi                      |
| Tebaldo Voce dal cielo | Don Carlo                         | Verdi                      |
| Nannetta               | Falstaff                          | Verdi                      |

## Discografia
| Anno | Titolo                  | Ruolo      | Cast                                                  | Direttore                   | Etichetta      |
| ---- | ----------------------- | ---------- | ----------------------------------------------------- | --------------------------- | -------------- |
| 1954 | L'italiana in Algeri    | Elvira     | Giulietta Simionato, Cesare Valletti, Mario Petri     | Carlo Maria Giulini         | EMI            |
| 1955 | Così fan tutte          | Despina    | Teresa Stich-Randall, Walter Berry, Ira Malaniuk      | Rudolf Moralt               | Philips        |
|      | Don Giovanni            | Zerlina    | George London, Eberhard Wächter, Sena Jurinac         | Rudolf Moralt               | Philips        |
|      | Le nozze di Figaro      | Susanna    | Sesto Bruscantini, Franco Calabrese, Sena Jurinac     | Vittorio Gui                | EMI            |
| 1956 | Il matrimonio segreto   | Carolina   | Eugenia Ratti, Ebe Stignani, Luigi Alva               | Nino Sanzogno               | EMI            |
| 1959 | Don Giovanni            | Zerlina    | Eberhard Wächter, Joan Sutherland, Giuseppe Taddei    | Carlo Maria Giulini         | EMI            |
|      | Rita                    | Rita       | Marcello Cortis, Danilo Cestari                       | René Leibowitz              | Cetra          |
| 1960 | Il barbiere di Siviglia | Rosina     | Nicola Monti, Renato Capecchi, Rolando Panerai        | Renato Fasano               | Palladio       |
| 1962 | Alcina                  | Morgana    | Joan Sutherland, Teresa Berganza, Mirella Freni       | Richard Bonynge             | Decca          |
|      | La scala di seta        | Giulia     | Margherita Rinaldi, Fernando Jacopucci, Boris Carmeli | Franco Ferrara              | RCA            |
| 1964 | Don Pasquale            | Norina     | Fernando Corena, Juan Oncina, Tom Krause              | István Kertész              | Decca          |
|      | Fidelio                 | Marzelline | Birgit Nilsson, Tom Krause, James McCracken           | Lorin Maazel                | Decca          |
| 1966 | Falstaff                | Nannetta   | Dietrich Fischer-Dieskau, Ilva Ligabue, Juan Oncina   | Leonard Bernstein           | Sony Classical |
|      | La rondine              | Lisette    | Anna Moffo, Daniele Barioni, Mario Sereni             | Francesco Molinari Pradelli | RCA            |
| 1970 | Orlando                 | Angelica   | Sofia Steffan, Bernadette Greevy, Carole Bogard       | Stephen Simon               | RCA            |
| 1971 | Ariodante               | Ginevra    | Sofia Steffan, Carole Bogard, Bernadette Greevy       | Stephen Simon               | RCA            |